# Nokha
Nokha är en ort i Indien.   Den ligger i distriktet Bīkāner och delstaten Rajasthan, i den nordvästra delen av landet, 400 km väster om huvudstaden New Delhi. Nokha ligger 320 meter över havet och antalet invånare är 55 911.
Terrängen runt Nokha är mycket platt. Runt Nokha är det ganska tätbefolkat, med 86 invånare per kvadratkilometer. Det finns inga andra samhällen i närheten. Omgivningarna runt Nokha är i huvudsak ett öppet busklandskap.